# Mesocoela
Mesocoela là một chi bướm đêm thuộc họ Geometridae.